# Olivia Munn
Lisa Olivia Munn (Oklahoma City, 3 juli 1980) is een Amerikaanse actrice en model. Aan het begin van haar carrière gebruikte ze de naam Lisa Munn, maar vanaf de start van de opnames van de televisieserie Beyond the Break in 2006 gebruikte ze haar tweede naam, Olivia Munn. Naast haar optredens in films en televisieseries was ze tussen 2006 en 2010 presentatrice van Attack of the Show! en tussen 2010 en 2011 een van de correspondentes in The Daily Show.